# Куколевский, Иосиф Михайлович
Куколевский Иосиф Михайлович (? — 31.07.1855, Александрополь) — генерал-майор, командир Тверского драгунского полка. Происходит из дворян Воронежской губернии Острогожского уезда.
На службу вступил юнкером в Тверской драгунский полк 21 ноября 1820 г.
Произведён: в Прапорщики 28 июня 1821 г., Поручики- 13 мая 1825 г., штабс-капитаны — 7 августа 1829 г., за отличие в сражении против польских мятежников — в капитаны 12 июня 1831 г., за отличие по службе — в Майоры 14 декабря 1834 г., за отличие по службе — в подполковники 9 сентября 1839 г., за отличие по службе — в Полковники — в 1846 г.
Командирован в Образцовый кавалерийский полк в 1846 г. Командирован для исполнения службы во время лагерных сборов в Лейб-гвардии Кирасарский Его Величества полк в мае 1847 г. Возвратился в Образцовый полк в августе 1848 г. Отправлен в Драгунский Императорского Высочества Великого Князя Михаила Павловича (Великого Князя Николая Николаевича) полк в марте 1848 г. Назначен командиром Гусарского Наследного Гросс Герцога Саксен-Веймарнского полка 16 февраля 1851 г. Назначен командиром Драгунского Его Императорского Высочества Великого Князя Николая Николаевича полка 2 февраля 1852 г. Участвовал в походах с польскими мятежниками и в усмирении мятежа в Венгрии и Трансильвании в 1849 г.
Практически вся военная служба Иосифа Михайловича Куколевского связана с Тверским драгунским полком.
Тверской драгунский полк получил название «Тверской» по указу императора Павла I в 1801 году. Боевая история полка, сформированного ещё в 1798 г., была тесно связана с защитой кавказских рубежей России в XIX в., когда полк был дислоцирован в Грузии — в Кахетии в местечке Дедоплис-Цкаро, носившем в то время название Царские колодцы.
В более чем столетней истории полка (а полк был расформирован в 1918 г.) много славных подвигов, но особая страница в летописи полка связана с его участием в Русско-турецкой войне 1854—1856 гг., известной больше как Крымская война, и Русско-турецкой войне (1877—1878) 1877—1878 гг., которую мы знаем как войну за освобождение Болгарии от османского ига.
В этих войнах полк принимал участие в боевых действиях, которые разворачивались на территории современной Армении. Также полк штурмовал крепость Карс.
Погибшие офицеры Тверского драгунского полка похоронены в армянском городе Гюмри на знаменитом Холме чести.
Из краткой хроники, представленной в репринтном издании «Тверские драгуны на Кавказе», изданном благотворительным фондом «Имени сестры милосердия Екатерины Бакуниной» (Тверь, 2022) следует, что полк 6 декабря 1853 года выступил из Белгорода Курской губернии для усиления войск Отдельного кавказского корпуса. 15 марта 1854 года прибыл в Тифлис, 23 марта в села Привольное и Воронцовка и вошёл в состав Александропольского отряда. 6 мая отряд вступил в Александрополь. 29 мая I-ый дивизион участвовал в разведке о расположении и силах неприятельских войск, предпринятой генералом Василием Бебутовым (1791—1858) за рекой Арпачай. 24 июля весь полк сражался при Кюрюк-дара и овладел 12-орудийной турецкой батареей. Врезавшись в середину неприятельского боевого порядка, опрокинул несколько турецких батальонов и эскадронов, увёз 5 орудий противника.

В этой же книге Куколевского называют «воином, испытанном в боях, почти всю свою службу находившемся в Тверском полку».
В сражении при Кюрюк-Даре И. Куколевский получил ранение в тыльную часть руки саблею, но остался в полку. А вот военная кампания следующего 1855 года стала для генерала роковой. События на кавказском военном театре действий приближались к ключевому моменту — сражению за крепость Карс. В конце июля при прикрытии фуражировки близ Карса, тверские драгуны попали под обстрел турецкой артиллерии. Одно из ядер пробило насквозь коня и тяжело ранило Куколевского.
Командира полка доставили в лагерь, где он перенёс ампутацию ноги. Несколько дней Куколевский находился в памяти, сделал последние распоряжения и утвердил ранее написанное завещание.
Генерал завещал личные средства на украшение полковой церкви, на обзаведение артельными лошадьми каждому эскадрону полка, небольшие суммы — приближённым унтер-офицерам. Деньги, вырученные от сверхштатных лошадей и имущества, в том числе и манежа в Белгороде, должны были быть отправлены жене и дочери. Золотая шашка, подаренная императором Николаем I, должна была отправлена семейству и «переходить из рода в род по прямому наследству в женском или мужском колене».
31 июля 1855 года Куколевский скончался.

## Награды
Кавалер орденов:
- Святого Георгия IV степени (1842)
- Святого ВладимираIV степени с бантом
- Святого Владимира III степени
- Святой Анны II степени с Императорской короной
- Саксен-Веймарнского Белого Сокола II степени
- серебряной медалью за усмирение мятежа в Венгрии и Трансильвании в 1849 г.

А также Знаками отличия:
- польский за военные достоинства IV степени
- беспорочной службы за 20 лет.

Был женат на дочери титулярного советника Феоктистова — Екатерине Николаевне. Дочь Наталья родилась 25 мая 1836 г.
Исповедовал православие.